# Lords of Conquest
Lords of Conquest est un jeu vidéo de stratégie au tour par tour développé par Eon Software et publié par Electronic Arts en 1986 sur Commodore 64, Apple II et IBM PC. Au début du jeu, les joueurs choisissent chacun à leur tour des territoires parmi les différents terrains proposés, ces derniers pouvant être plus ou moins propices. Le jeu se déroule ensuite au tour par tour, chaque tour correspondant à une année et étant divisée en plusieurs phases. À chaque tour, les joueurs peuvent ainsi développer leurs villes et leurs armées, produire des ressources, établir des relations diplomatiques avec les autres joueurs  ou conquérir de nouveaux territoires.

## Système de jeu
Lords of Conquest est un jeu de stratégie au tour par tour qui oppose entre deux et sept participants, qui peuvent être contrôlés par des joueurs ou par l’ordinateur. Il se déroule sur une carte qui représente une région du monde divisée en territoires. Une vingtaine de cartes prédéfinies sont disponibles dans le jeu, dont celles de l’Europe, de l’Amérique du Nord, de la Chine ou du monde. Il est également possible d’en créer ou d’en générer de nouvelles automatiquement. Certaines d’entre elles sont uniquement terrestres mais d’autres incluent des territoires uniquement accessibles par la mer. Outre la carte, le ou les joueurs peuvent d’abord choisir un niveau de complexité, parmi les cinq disponibles, qui influent sur le nombre de ressources disponible et sur les possibilités offertes aux participants. En mode débutant, seules deux ressources sont ainsi disponibles, l’or et les chevaux, auxquelles viennent s’ajouter le fer, le charbon et le bois dans le mode avancé. Le joueur peut également choisir le niveau de difficulté, sur une échelle de un à neuf. Au niveau un, il débute la partie avec quatre territoires de plus que l’ordinateur alors qu’au niveau neuf, il en a quatre de moins. Il peut également choisir le niveau d’influence de la chance sur le résultat des combats, entre bas, moyen et haut. Après le réglage de l’ensemble des options, les participants choisissent chacun à leur tour les territoires qu’ils vont contrôler au début de la partie. 
Le jeu se déroule ensuite au tour par tour. Chaque tour correspond à une année et est divisée en plusieurs phases — développement, commerce, transport et conquête — qui permettent au joueur de réaliser différents types d’action. Dans la première, à part au premier tour, chaque camp a la possibilité d’utiliser ses ressources pour construire une arme, un navire ou une ville. Les armes sont particulièrement importantes pour les combats et coutent de l’or ou du bois et du fer. Les navires permettent de traverser les mers et coutent uniquement du bois. Enfin, les villes possèdent leurs propres caractéristiques d’attaque et de défense, doublent la production de ressource d’un territoire et de ceux qui l’entourent et rapportent des points pour la victoire finale. La phase suivante est consacrée à la production de ressources des territoires, qui peut être altérée par des évènements imprévus, et au commerce entre les participants dans les parties multijoueur,. Dans la phase suivante, en fonction du niveau de complexité sélectionné, le joueur peut notamment déplacer son stock d’or, ses armes ou ses chevaux. Vient ensuite la phase de conquête. Dans celle-ci, chaque territoire adjacent à un territoire ennemi peut être attaqué. La probabilité de le défendre est alors calculée en fonction du nombre de territoire alliés adjacent et de la présence a proximité de chevaux, d’armes et de villes.

## Développement
Lords of Conquest est une adaptation du jeu de plateau Borderlands, conçu par Ted Schmeckpepper et publié par Eon Products. L’adaptation est conçue par Jack Kittredge avec l’objectif de tirer parti des possibilités offertes par l’ordinateur, notamment en matière de traitement des données et de paramétrage, avec l’introduction de nombreux paramètres permettant de personnaliser une partie. Le jeu est publié par Electronic Arts en 1986 sur Commodore 64. Le jeu est ensuite porté sur Apple II, Atari 8-bit, Atari ST et IBM PC.

## Accueil
| Lords of Conquest |      |        |
| Média             | Nat. | Notes  |
| ACE               | GB   | 83.5 % |
| The Games Machine | GB   | 73 %   |
| Tilt              | FR   | 4/5    |
| Zzap!64           | GB   | 86 %   |